# Aplastodiscus perviridis
Espèce
Statut de conservation UICN

 LC  : Préoccupation mineure
Aplastodiscus perviridis est une espèce d'amphibiens de la famille des Hylidae.

## Répartition
Cette espèce se rencontre de 300 à 1 200 m d'altitude au Goiás, dans les régions Sud et Sud-Est au Brésil et dans le nord de la province de Misiones en Argentine,.

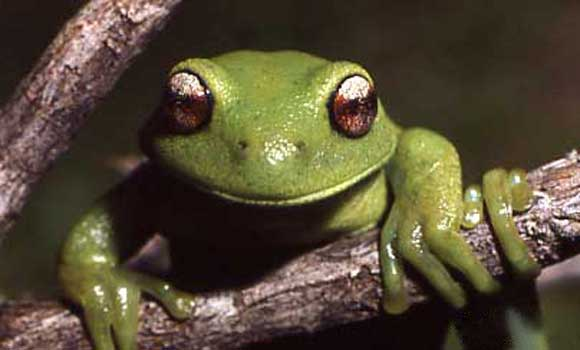
Aplastodiscus perviridis

## Publication originale
- Lutz, 1950 : Hylidae in the Adolpho Lutz collection of the Instituto Oswaldo Cruz. V. Mode of locomotion and structure of hand and foot; V.a Phyllomedusa (Pithecopus) burmeisteri distincta A. Lutz V.b Aplastodiscus perviridis A. Lutz. Memórias do Instituto Oswaldo Cruz, vol. 48 (50th ed. celebration), p. 617-637 (texte intégral).